# فرانشيسكو كابراس
فرانشيسكو كابراس (بالإيطالية: Francesco Cabras)‏ هو ممثل إيطالي، ولد في 27 مايو 1966 بروما في إيطاليا.

## أعمال

### أفلام
- (2002) إكويليبريوم
- (2004) آلام المسيح[1][2][3]

## وصلات خارجية
- فرانشيسكو كابراس على موقع IMDb (الإنجليزية)
- فرانشيسكو كابراس على موقع أول موفي (الإنجليزية)
- فرانشيسكو كابراس على موقع قاعدة بيانات الفيلم (الإنجليزية)